# Xeka
Miguel Ângelo da Silva Rocha (Rebordosa, 10 de novembro de 1994), mais conhecido como Xeka, é um futebolista profissional português que atua como médio e atualmente joga pelo Estoril Praia.

## Carreira
Xeka começou sua carreia disputando nas equipes de Base do Paços de Ferreira até chegar ao Gondomar. Aos 16 anos, o jogador chamou a atenção do Valência, da Espanha, e lá ficou por uma época até não conseguir e firmar e retornar para seu país de origem.
| “                                     | Quando cheguei a Valência fiquei boquiaberto, a academia é incrível, têm uma estrutura magnífica. Foi uma grande aprendizagem, ajudou-me muito [...] A minha situação no Valência foi um bocado complicada. Fiquei impossibilitado de jogar até dezembro/janeiro, e acabo por lesionar-me na altura de março. Isso não me permitiu jogar muito e deixa-me muita mágoa. Como era jovem e tive um ano tão atribulado, com tantos altos e baixos, decidi, juntamente com a minha família, voltar. Dar dois passos atrás para depois poder chegar mais alto. Estava a precisar de mais apoio familiar na altura. Na minha cabeça fui cheio de ambição, achava que ia conseguir explodir na formação do Valência. Não aconteceu, mas tenho na memória tudo o que passei e é algo que me ainda ajuda, principalmente quando bate a saudade da minha família. Como tenho estes anos todos fora de casa, começo a saber lidar com tudo isso. | ” |
| — Xeka sobre sua passagem na Espanha. | |   |

Retornando para seu país, o médio esteve novamente ligado ao Paços até chamar a atenção do Braga B e ser contratado. Futuramente, ele viria a estrear pela equipe em 2013, no mesmo ano que chegou no clube.

### Braga
Xeka começou a carreira no Braga, mas logo foi emprestado ao Covilhã para adquirir experiência na Segunda Divisão de Portugal.
Na equipe de divisão inferior, Miguel jogou por duas épocas. Apesar de ter convivido com algumas lesões no decorrer dos anos, foi uma peça importante na sua passagem final. Com 34 partidas na Segunda Divisão, ele foi um dos titulares que pôde auxiliar a equipe a fugir do rebaixamento para o terceiro escalão português.
Essa temporada foi um verdadeiro contraponto, pois a equipe quase tinha conquistado o acesso à Elite na época anterior. Contudo, ali o médio fizera somente cinco jogos.
Ao retornar para seu time formador, o atleta teve de de conquistar o seu espaço dentro do time principal, o que acabou acontecendo. O médio tornou-se jogador frequente naquele elenco que foi finalista da Taça da Liga de 2016–17, mas foi que derrotado na partida decisiva diante o Moreirense.
Miguel afirma que o treinador Abel Ferreira foi "um dos treinadores mais importantes" da sua carreira. Abel esteve ligado ao atleta quando ele ainda jogava pelo Braga B, pouco antes de integrar ao profissional após sua passagem de empréstimo ao Covilhã, e foi ele quem notou suas capacidades.
| “                  | Sim, é um dos treinadores mais importantes da minha carreira, sem dúvida. A partir do momento que aceitei o projeto que ele me apresentou, sabia que tinha de trabalhar muito e foi isso que fiz. Ouvi muito o que ele tinha para dizer, toda a sabedoria que me transmitiu. Ajudou-me muito na minha forma de jogar, de entender o jogo. Nessa altura no Sp. Braga B, acho que em dois meses consegui ter uma melhor compreensão do jogo do que se calhar tinha tido nos últimos três anos. Foi algo que se notou logo nas minhas capacidades. Ele dava-me sempre o teórico e eu metia em prática. Ajudou-me muito, porque passados dois ou três meses estava na equipa principal a jogar. Para quem vinha do Covilhã, onde também tinha tido algumas lesões e coisas menos boas, passar depois logo para a equipa principal do Sp. Braga em poucos meses foi uma transição muito grande, mas ele teve um papel muito importante em preparar-me para tudo o que aconteceu. Sempre que temos oportunidade falamos e ele sabe o quão agradecido eu estou, até hoje. | ” |
| — Xeka sobre Abel. | |   |

Terminando sua época, o jogador era cotado para permanecer na equipe e seguir sua carreira ainda em solo português. Todavia, o Braga surpreendeu ao aceitar uma proposta pelo jovem atleta para rumar à Ligue 1.

### Lille
No Lille, o jogador viveu seus melhores momentos. Xeka chegou na equipe inicialmente por empréstimo, mas tão logo foi comprado e lá permaneceu comandando o meio de campo por seis temporadas.
Durante um breve momento, após sua época inicial na Ligue 1, o médio foi emprestado ao Dijon, onde ficou por apenas alguns meses antes de realmente fincar-se no elenco do Lille.
Na equipe que o comprou de Portugal, o jogador esteve presente em momentos relevantes da história recente. Quebrando uma forte hegemonia do PSG, Xeka e seus companheiros fizeram parte da surpreendente campanha do Lille para conquistar o título da Ligue 1 de 2020–21 após três troféus consecutivos do time de Paris.

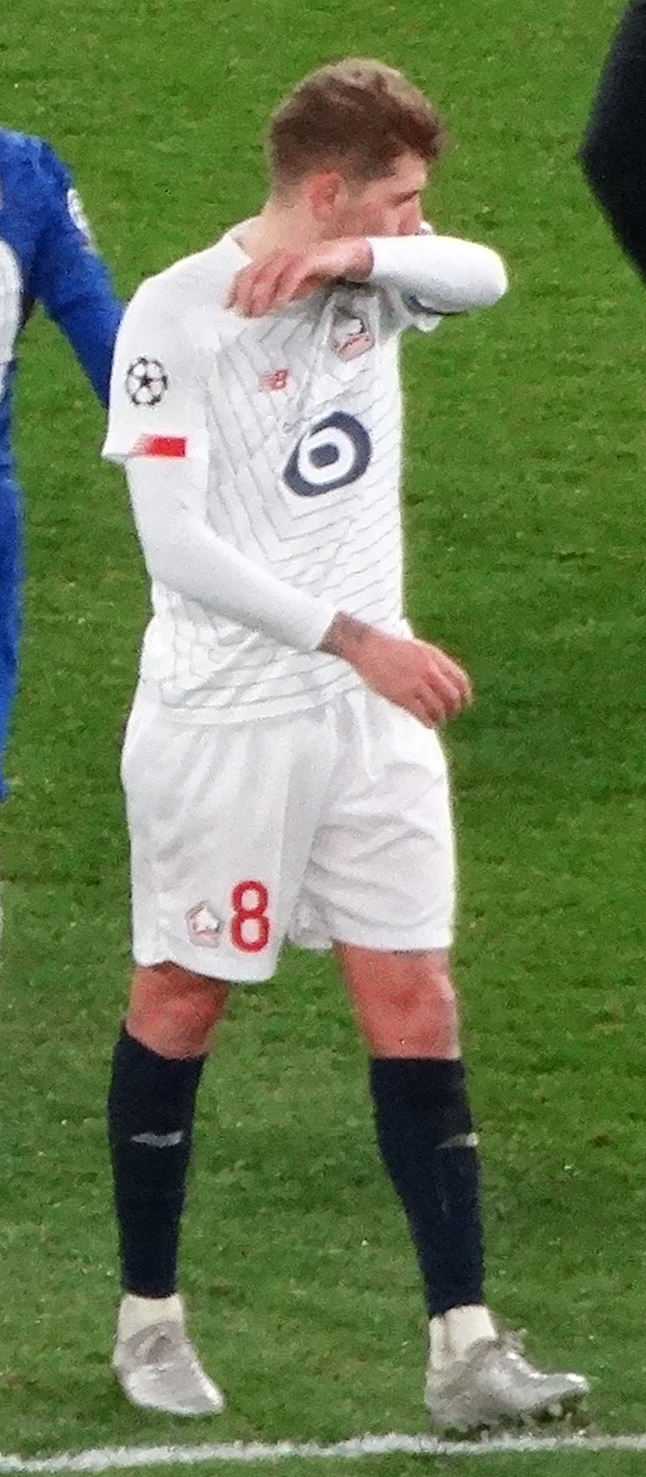
Xeka na Liga dos Campeões em 2019.

Sobre sua conquista, o médio tratou de salientar sua sensação com aquele momento:
| “                                 | Foi um feito incrível, em que muita gente não acreditava, mas merecemos muito ganhar este campeonato. A união do grupo era enorme e foi o segredo, numa época muito complicada, por causa da pandemia e dos testes, mas sabíamos a qualidade que tínhamos e no clube todos queriam ajudar. Fechámo-nos numa bolha, focando-nos somente em nós e no que poderíamos fazer, com todos a quererem ajudar, e sabíamos que íamos ganhar o último jogo e ser campeões. | ” |
| — Xeka sobre o título da Ligue 1. | |   |

Na temporada seguinte, disputando a Supercopa da França de 2021, Xeka foi importantíssimo para uma nova conquista do Lille, pois ele foi o responsável por marcar o único gol do jogo diante o PSG.
Por conta das campanhas regulares do time, Xeka pôde disputar a Liga dos Campeões duas vezes, e a Liga Europa uma vez. O melhor momento do português em competições europeias foi quando o clube francês conseguiu classificar-se até às oitavas de final, porém foram derrotados pelo Chelsea no placar agregado de 4 a 1.
Apesar dos títulos importantes, Xeka deixou o clube ao fim da época 2021–22. O jogador havia recebido menos oportunidades durante o decorrer das competições e parou de ser relacionado para jogos da Ligue 1 após marcar um gol contra o Lens na 32ª rodada.
Xeka deixou o Lille após 144 jogos e nove gols marcados.

### Rennes
Após sua saída do Lille, o jogador assinou com o Stade Rennais por duas temporadas em setembro de 2022. Todavia, Xeka fizera apenas nove partidas e sofreu uma grave lesão no tornozelo que o tirou de toda temporada.
Em agosto de 2023, após quase um ano desde o momento que assinou com a equipe, o Rennes decidiu por rescindir o contrato com o português. Ambas as partes concordaram e o médio tornou-se um agente livre.
A última partida do jogador foi em 7 de janeiro de 2023, em um jogo contra o Bordeaux, pela Copa da França, que lesionou seu tornozelo. Xeka passou a ser sondado por diversas equipes do mundo, mas não assinou com nenhuma desde o momento que ficou sem contrato.

### Al-Sadd
Em 30 de março de 2024, o jogador assinou com o Al-Sadd do Catar. Lá, contudo, fizera apenas o jogo de estreia e não mais foi aproveitado. Desse modo, optou por rescindir o seu contrato no fim da temporada e retornou à Portugal após mais de sete anos.

### Estoril Praia
Em 15 de agosto de 2024, Xeka retorna ao seu país de origem e assinou com o Estoril Praia até o fim da temporada.

## Seleção Portuguesa
Apesar de sua carreira regular na Europa, o jogador nunca foi lembrado para atuar pela Seleção Portuguesa principal. De fato, Xeka só entrou em campo uma vez pela Seleção Portuguesa Sub-20 em um amistoso no ano de 2014 contra a Eslováquia.
Suas ausências na Seleção Principal, mesmo após um surpreendente título de Ligue 1 com o Lille, trouxeram "mágoa" ao atleta.

## Títulos

#### Lille
- Campeonato Francês: 2020-21[28]
- Supercopa da França: 2021

#### Al Sadd
- Copa do Emir do Catar: 2024